# 다마쓰촌 (오카야마현)
다마쓰촌(玉津村)은 오카야마현 오쿠군에 있던 촌이다. 현재의 세토우치시에 해당한다.